# Bojen
Bojen is een bestuurslaag in het regentschap Pandeglang van de provincie Banten, Indonesië. Bojen telt 7100 inwoners (volkstelling 2010).